# الزاوية (مذيخرة)

تعديل مصدري - تعديل

الزاوية محلة تابعة لقرية العدوف، التابعة لعزلة الجوالح بمديرية مذيخرة إحدى مديريات محافظة إب في الجمهورية اليمنية، بلغ تعداد سكانها 28 حسب تعداد اليمن لعام 2004.